# Ringsted
 For alternative betydninger, se Ringsted (flertydig). (Se også artikler, som begynder med Ringsted)
Ringsted er en by på Midtsjælland med 24.094 indbyggere  (2025) i Ringsted Kommune under Region Sjælland. Den er én af Sjællands ældste byer; dens vartegn, Sankt Bendts Kirke, vidner om byens alder. Kirken er Danmarks første murstenskirke og stod færdig i år 1170. Ringsted by kan med stor sandsynlighed dateres til vikingetiden. Der blev slået mønt på stedet, da Knud den Store (1018-35) gjorde Ringsted til møntsted. På Torvet ligger nogle flade sten, Tingstenene, som er eneste rest af tingstedet. Den sidste kongehyldning her fandt sted 8. juli 1584, da Christian 4. modtog stændernes troskabsed.
På trods af sin alder fremstår Ringsted ikke arkitektonisk som nogen gammel by. Den ligner en moderne handels- og kulturby med kongrescenter, hotel, musikhus og teater. Byen er desuden gennemskåret af en motorvej, E20, som adskiller det centrale og sydlige Ringsted fra den nordlige bydel Benløse. Ringsted har centrale jernbane- og motorvejsforbindelser til København, Storebæltsbroen og adskillige andre steder på Sjælland.
Til København er der 60 kilometer, 16 til Sorø, 24 til Næstved, 26 til Køge, 32 til Roskilde, 34 til Holbæk, 45 kilometer til Korsør samt 113 kilometer til Gedser og hermed Gedser-Rostock færgeruten.
Desuden ligger Ringsted meget centralt i forhold til den kommende faste Rødby-Femern forbindelse, som vil sikre en rejsetid fra Ringsted til Femern på bare 1,5 time og en strækning på ca. 132 km. 
I Iowa i USA ligger landsbyen Ringsted med 440 indbyggere. 

## Historie

### Vikingetid og ældre middelalder
Ringsted var i vikingetiden et samlingssted for dyrkelsen af guderne, og der blev ofret. Byen var hovedtingsted for hele Sjælland og kunne sammenlignes med, hvad Viborg var for Nørrejylland og Urnehoved for Sønderjylland. Sammen med de to andre landstingsbyer (Viborg i Jylland og Lund i Skåne), samt Helsingborg og møntslagningsstederne Slagelse og Randers, hørte Ringsted til blandt 1000-tallets vigtigste danske byer;  og i 1080 blev der opført en stenkirke i Ringsted efter idé af roskildebiskoppen Svend Nordmand. 50 år senere blev et stort benediktinerkloster grundlagt.
I 1131 blev kongesønnen Knud Lavard myrdet i en skov nær landsbyen Haraldsted, og hans søn Valdemar den Store påbegyndte den romanske bykirke Sankt Bendts Kirke som en hyldest til faderen, og den stod færdig ca. 40 år senere. Knud Lavard fik nu helgenstatus og begravedes i kirken foran hovedalteret. Sankt Bendts Kirke var fra da af en kongelig begravelseskirke, og pga. Knuds helgenkåring varede det ikke længe, før Ringsted blev en valfartsby for pilgrimme, der bragte gaver og velstand til byen. Valdemars søn Knud 6. kronedes som konge i kirken i 1170.
Fra da af og gennem det meste af middelalderen var Ringsted den ubetinget vigtigste by på Sjælland, idet der nu afholdtes landsting på stedet. På dette Sjællandsfar Landsting kunne alle frie mænd få afgjort stridsmål, der ikke kunne afgøres i deres eget lokalområde. Man hyldede også regenter på landstinget, både Margrete 1. og Christian 4., og adskillige kongelige blev begravet i klosterkirken og ligger der fortsat. Af bemærkelsesværdige begivenheder på landstinget kan nævnes Christoffer 2.s landflygtighedsforlig med Johan den Milde i 1329, og Valdemar Atterdags befaling om national anvendelse af skatteindtægter i 1349.

### Senmiddelalder og renæssance
Ringsted fik købstadsrettigheder i 1441.
I 1500-tallet blev byen ramt af flere voldsomme brande både i 1534 og 1551. Christian 3. beordrede derfor, at områdets abbeder skulle bistå befolkningen med tømmer fra klosterets skove på egnen for at bygge byen op igen. Fra 1584 blev Sjællandsfar Landsting flyttet væk fra sit oprindelige sted og afholdtes nu i kirken.
Der eksisterede i 1500-tallet en Sankt Hans Kirke i købstaden, som blev revet ned efter, at sognefolket i et kongeligt brev var blevet henvist til klosterkirken i 1571. Kirkens inventar blev flyttet til Sankt Bendts Kirke. Fra 1200-tallet fandtes en Sankt Jørgensgård for spedalske, men efterhånden gik den i forfald, og man klagede derfor til Ringsted Klosters befalingsmand, som fik den udbedret i slutningen af det 16. århundrede. Fra reformationen var der også plads til vanføre, der ikke kunne klare sig ved tiggeri; frem til sin opløsning i 1631 kunne det huse fire fattige syge kvinder. Derefter var der indgået en overenskomst med Vartov-stiftelsen i København, som mod at overtage Sankt Jørgensgårdens indtægter forpligtede sig til at stille 4 pladser til rådighed for Ringsted.

### Under enevælden
Generelt var 1600- og 1700-tallet en hård tid for Ringsted. Svenskekrigene hærgede byen, og de fremmede soldater plyndrede området og stjal klosterbibliotekets uvurderlige samling på 30.000 bøger og islandske håndskrifter. I 1693 hærgede en storbrand byens fattigkvarterer, og i 1747 brændte en meget stor del af resten. Ringsted havde i 1769 kun 703 indbyggere, og det gik tilbage for den midtsjællandske købstad. I 1796 blev der i Sct. Hans Gade grundlagt et konditori, som nu er Danmarks ældste.
I 1808 opførtes en kongelig postgård, Postgaarden, der fungerede endnu under Christian 8.. Senere blev den til hotel og indeholdt til 2011 en Nordea-filial. Ringsted Mølle stammer fra 1804 og ligger nu ved Ringsted Museum, som er den ene del af Historiens Hus. Den anden del, Ringsted Arkiv, ligger i Skolegade 9. Lystanlægget ved Dagmarsgade blev anlagt i 1898, og parkens første træer foræredes af godsejerne fra de nærliggende herregårde. Parken fik en pavillon i 1907, der siden har fungeret som kulturelt samlingssted på Ringsted-egnen med udstillinger, møder, dyrskuer m.m.

### Den tidlige industrialisering
I lighed med en del andre danske byer betød jernbanens fremkomst, at Ringsted gik bedre tider i møde. I 1856 kom jernbanen til købstaden, og der kom i 1900-tallet jernbaneforbindelser til andre sjællandske byer. Fra 1917 til 1963 var der forbindelse til Køge (Køge-Ringsted Banen), mens Næstved-Ringsted åbnede i 1924 og forlængedes til Frederikssund via Hvalsø året efter. Strækningen Ringsted-Hvalsø-Frederikssund eksisterede kun til 1936 og blev med sine elleve leveår Danmarks kortest eksisterende jernbaneforbindelse. (Se Sjællandske midtbane).
I anden halvdel af 1800-tallet oplevede Ringsted en betydelig industriel udvikling. I 1855 havde Ringsted 9 brændevinsbrænderier, 1 væveri, 1 trykkeri, 1 garveri, 1 pottemageri og 1 vindmølle. I 1872 var der i Ringsted 4 brændevinsbrænderier, 1 bogtrykkeri, der udgav "Sjællandsposten", 2 garverier, 1 tobaksfabrik, 2 væverier, 1 portland cementfabrik ("Hertha", oprettet 1869), 1 jernstøberi (oprettet 1868) forenet med maskinfabrik. Omkring århundredeskiftet fandtes i Ringsted 1 ølbryggeri (bayersk og hvidtøl) med brændevinsbrænderi (i alt 30 arbejdere), 1 hvidtølsbryggeri (årlig produktion omtrent 2.000 tdr.), 1 dampmølle (årlig formaling af 37.500 td. korn, 15 arbejdere), 1 jernstøberi og maskinfabrik (20 arbejdere), 1 andelssvineslagteri (årligt slagtes 25.000 svin, 20 arbejdere), 1 dampsav- og høvleværk (15 arbejdere), 1 dampuldspinderi, 1 pottemageri, 1 farveri, 1 garveri og 3 bogtrykkerier. I Ringsted blev nu udgivet 3 aviser: "Sjællandsposten", "Ringsted Folketidende" og "Venstres Folkeblad".
Ringsteds befolkning var stigende i slutningen af 1800-tallet og begyndelsen af 1900-tallet: 1.380 i 1850, 1.477 i 1855, 1.653 i 1860, 1.869 i 1870, 2.127 i 1880, 2.464 i 1890, 3.320 i 1901, 3.696 i 1906 og 4.045 i 1911.
Efter næringsvej fordeltes folkemængden i Ringsted i 1890 i følgende grupper, omfattende både forsørgere og forsørgede: 320 levede af immateriel virksomhed, 1.012 af industri, 641 af handel og omsætning, 100 af landbrug, 13 af gartneri, mens 246 fordeltes på andre næringer, 115 levede af deres midler, 14 "nød almisse" og 3 var i fængsel. Ifølge en opgørelse i 1906 var indbyggertallet 3.696, heraf ernærede 391 sig ved immateriel virksomhed, 128 ved landbrug, skovbrug og mejeridrift, ingen ved fiskeri, 1.727 ved håndværk og industri, 846 ved handel med mere, 247 ved samfærdsel, 184 var aftægtsfolk, 94 levede af offentlig understøttelse og 79 af anden eller uopgivet virksomhed.

### Mellemkrigstiden
Gennem mellemkrigstiden var Ringsteds indbyggertal voksende: i 1921 5.047, i 1925 5.661, i 1930 6.148, i 1935 6.780, i 1940 7.049 indbyggere. Men samtidig skete der en vækst i forstaden i Benløse Runding i Benløse Sogn, hvor der bosatte sig en række personer med arbejde i Ringsted.
| År                             | 1921  | 1925  | 1930  | 1935  | 1940  |
| ------------------------------ | ----- | ----- | ----- | ----- | ----- |
| Ringsted købstad               | 5.047 | 5.661 | 6.148 | 6.780 | 7.049 |
| Benløse Runding (Benløse Sogn) | -     | 462   | 460   | 596   | 895   |
| Ringsted med forstæder         | 5.047 | 6.123 | 6.608 | 7.376 | 7.944 |

Ved folketællingen i 1930 havde Ringsted 6.608 indbyggere, heraf ernærede 551 sig ved immateriel virksomhed, 2.594 ved håndværk og industri, 1.132 ved handel mm, 683 ved samfærdsel, 301 ved landbrug, skovbrug og fiskeri, 560 ved husgerning, 709 var ude af erhverv og 77 havde ikke oplyst indkomstkilde.
| Næringsveje            | Landbrug m.v. | Håndværk, industri | Handel og omsætning | Transport | Immateriel virksomhed | Hus- gerning | Ude af erhverv | Uangivet | I alt |
| ---------------------- | ------------- | ------------------ | ------------------- | --------- | --------------------- | ------------ | -------------- | -------- | ----- |
| Ringsted købstad       | 265           | 2.327              | 1.087               | 644       | 550                   | 537          | 664            | 74       | 6.148 |
| Benløse                | 37            | 267                | 45                  | 39        | 1                     | 23           | 45             | 3        | 460   |
| Ringsted med forstæder | 302           | 2.594              | 1.132               | 683       | 551                   | 560          | 709            | 77       | 6.608 |

### Efterkrigstiden
Efter 2. verdenskrig fortsatte Ringsted sin befolkningsvækst. I 1945 boede der 7.835 indbyggere i købstaden, i 1950 8.660 indbyggere, i 1955 9.246 indbyggere, i 1960 9.694 indbyggere og i 1965 10.426 indbyggere. I Benløse Sogn voksede Benløse Runding og Benløse by.
| År                     | 1945  | 1950  | 1955   | 1960   | 1965   |
| ---------------------- | ----- | ----- | ------ | ------ | ------ |
| Ringsted købstad       | 7.835 | 8.660 | 9.246  | 9.694  | 10.426 |
| Benløse Runding        | 914   | 978   | 995    | 987    | 1.809  |
| Ringsted med forstæder | 8.749 | 9.638 | 10.241 | 10.681 | 12.235 |

### Moderne tider
Før Kommunalreformen (2007) var Ringsted Kommune arealmæssigt Sjællands største med et totalt areal på 29.359 ha; men da kommunen ikke blev lagt sammen med andre i forbindelse med reformen, fremstår den nu som én af de mindre.
Ringsted har i begyndelsen af 2000-tallet haft en øget økonomisk vækst, grundet sine trafikale adgangsforhold til København. Der er planer om at udvide jernbaneforbindelsen til Hovedstaden: København-Køge-Ringsted-banen er en ny linje, der i store træk følger motorvejen via Køge.
Det store Danish Crown Slagteri med 300-400 medarbejdere var byens ubetinget største arbejdsplads i 128 år indtil 2024, hvor det lukkede. I august 2025 havde de fleste medarbejdere fået nyt job.

## Transport og infrastruktur
Ringsted Station ligger på jernbanelinjen fra København til Rødby og fra København til Esbjerg og Aalborg. Fra stationen afgår desuden adskillige busser, der både kører i selve byen men også til omkringliggende områder og byer som Holbæk og Haslev. Frem til medio 2018 anlægger Banedanmark en ny højhastighedsbane mellem Ringsted og København via en ny station: Køge-nord. Stationens opsætning forbliver det sammen.
Vestmotorvejen løber igennem den nordlige del af byen mellem Benløse og selve Ringsted. Både afkørsel 35 og 36 er til Ringsted.
De to omfartsveje Nordre Ringvej og Østre Ringvej leder tung trafik uden om centrum. Sidstnævnte er en del af Primærrute 14, der går fra Roskilde til Næstved.
Ringsted Flyveplads er en flyveplads lidt sydøst for byen. Der går ingen rutefart til og fra flyvepladsen, men den benyttes af Midtsjællands Motorflyveklub og af fly, der flyver under visuelflyvereglerne.
Ringsted Sygehus ligger i den nordlige ende af byen.

## Politik
Byens borgmestre siden 1968
- P. Thisted Knudsen
- G. Møller Rasmussen
- Tove Frederiksen
- Ole Mølgaard
- Rasmus Kristensen
- Benny Christensen
- Niels Ulrich Hermansen
- Henrik Hvidesten
- Klaus Hansen

## Uddannelse

### Ungdomsuddannelser
- Midtsjællands Gymnasium (MSG) Ringsted opstod i 2009, da Haslev Gymnasium etablerede en afdeling (campus) i byen. MSG Ringsted udbyder:[25]
  - STX
- Zealand Business College (ZBC) har en campus i Ringsted. ZBC Ringsted udbyder fire uddannelser:[26]
  - EUX
  - EUD
  - HHX
  - HTX

### Folkeskoler og privatskoler
- Allindelille Skole
- Byskovskolen
- Campusskolen
- Dagmarskolen
- Kildeskolen
- Kværkeby Friskole (åbnet 1.8.2012)
- Kværkeby Skole (lukket 31.7.2012)
- Nordbakkeskolen
- Ringsted Lilleskole
- Ringsted Ny Friskole
- Ringsted Privatskole
- Sankt Joseph Skole
- Søholmskolen
- Valdemarskolen
- Vigersted Skole
- Ådalskolen
- Heldagsskolen

## Kultur

### Attraktioner og seværdigheder
Sankt Bendts Kirke er byens mest kendte attraktion. Den er bygget i 1170 og flere danske konger ligger begravet her.
Derudover findes Historiens Hus - Ringsted Museum og Arkiv, der er lokalarkiv, og Ringsted Radiomuseum, der er drevet af Radiohistorisk Forening Ringsted og viser gamle radioer.
Hansen's Konditori & Cafe blev grundlagt i Ringsted i 1796 og er i dag Danmarks ældste konditori.

### Sport
Ringsted rummer flere sportforeninger.
Håndboldklubben TMS Ringsted spiller deres hjemmebanekampe i Håndboldligaen i Ringsted-Hallen. Der er plads til ca. 1.600 tilskuere. I 2007 blev den bygget sammen med Ringsted Svømmehal.
Ringsteds anden håndboldklub ligger i Nordrup under navn NFØ Håndbold. Klubben ligger 15 min. kørsel fra Ringsted.
Ringsted Idrætsforening har over 2.000 medlemmer har adskillige idrætsgrene. Atletikafdelingen har bl.a. fostret Henrik Sørensen og Svend Klint, der begge har deltaget i Danske OL-deltagere i atletik. Denne afdeling har til huse i Ringsted Atletikstadion, som er en del af Ringsted Sportcenter.
Fodboldkampene bliver spillet på Ringsted Stadion, der har plads til 5.000 tilskuere. Herreholdet spillede tidligere i Sjællandsserien.
Benløse Floorball klub, har gennem flere år domineret toppen af floorball,[kilde mangler] og klubben spiller sine hjemmekampe i Ringsted-Hallen.
Padel sporten kom til Ringsted i 2021, hvor Padel Club Ringsted og wedopadel åbnede deres padel centre.

### Venskabsbyer
- Sastamala
- Halden
- Skövde
- Kutná Hora
- Gyöngyös
- Ringsted, Iowa

## Kendte bysbørn
- Knud Lavard (død her 1131)
- Valdemar den Store (begravet i Sankt Bendts)
- Valdemar Sejr (begravet i Sankt Bendts)
- Dronning Dagmar (begravet i Sankt Bendts)
- Sophus Schandorph (1836-1901), forfatter
- Marie Hjelmer (1867-1937), politiker
- Vilhelm Andersen (1864-1953), litteraturforsker
- Ebbe Traberg (1932-1996), forfatter
- Maria Helleberg (f 1956), forfatter
- Thomas Ebert (f 1973), dansk roer og OL-guldvinder
- Viggo Mortensen, skuespiller
- Michael Poulsen, Volbeat
- Karen Thisted, journalist
- Tina Müller, journalist

## Galleri
- Ringsted omkring år 1900
- Sankt Bendts Kirke
- Ringsted Station
- Anlægspavillionen i anlægget i Ringsted